# ニコラス・ビショップ
ニコラス・ビショップ（Nicholas Bishop, 1973年9月19日 - ）は、イギリス出身のオーストラリア人俳優。

## 出演作品

### 映画
- ウッドローン Woodlawn (2015) - タンディ・ジェレルズ

### テレビ
- ダニーのサクセス・セラピー Necessary Roughness (2011)
- ボディ・オブ・プルーフ 死体の証言 Body of Proof (2011-2012) - ピーター・ダンロップ
- ザ・グレイズ 〜フロリダ殺人事件簿 The Glades (2012)
- NCIS:LA 〜極秘潜入捜査班 NCIS: Los Angeles (2013)
- CSI:科学捜査班 CSI: Crime Scene Investigation (2013)
- キャッスル 〜ミステリー作家は事件がお好き Castle (2013)
- コバート・アフェア Covert Affairs (2014) - ライアン・マクウェイド
- スノーフォール Snowfall (2017-2018)
- 真相 - Truth Be Told Truth Be Told (2019- )
- レジェンド・オブ・トゥモロー Legends of Tomorrow (2021)